# Wilco (Band)
Wilco ist eine 1994 gegründete US-amerikanische Rockband aus Chicago. Sie wird auch – vor allem mit ihren früheren Werken – dem Alternative Country zugerechnet. Darüber hinaus spielt sie Indie- und Alternative Rock, aber auch experimentelle Rockmusik.

## Bandgeschichte

### Die ersten Alben
Wilco wurde im Jahr 1994 von Mitgliedern der aufgelösten Band Uncle Tupelo gegründet. Die ersten Alben A. M. und Being There sind noch sehr stark an countryesk-folkigen Klängen orientiert und von melancholischen Balladen geprägt. Das dritte Album Summerteeth enthält weniger Country-Elemente als die Vorgänger, hat aber noch den bis dato typischen Wilco-Sound. Eine Zäsur stellte das experimentellere, mit elektronischen Klängen und Samples aufgearbeitete Album Yankee Hotel Foxtrot (2002) dar. Traditioneller orientierte Fans lehnten es als Renegatentum ab, aber es erreichte eine große neue Hörerschaft und wurde zum erfolgreichsten der frühen Wilco-Alben. Es erreichte Platz 12 der US-amerikanischen Albumcharts und machte Wilco nach den ersten, vornehmlich von den Kritikern gefeierten Alben auch über die USA hinaus bekannt.

### Der Streit umYankee Hotel Foxtrotund die Alben bei Nonesuch Records
Mit zum Erfolg von Yankee Hotel Foxtrot mag beigetragen haben, dass Jeff Tweedy im Zusammenhang mit dem Album einen langen Rechtsstreit mit der Plattenfirma Warner Music Group um die künstlerische Freiheit der Band geführt hatte. Das zu Warner gehörende Unterlabel Reprise Records lehnte die Veröffentlichung des Albums in der von der Band gewünschten Form ab, da es befürchtete, die elektronischen Experimente könnten von der potenziellen Käuferschaft des Albums abgelehnt werden. Die Band bestand jedoch auf ihrer Version und kaufte das Album dem Label ab. Es wurde auf der Wilco-Webseite als Web-Stream angeboten, bis sich eine neue Plattenfirma fand, die das Album veröffentlichen wollte. Diese fand sich mit Nonesuch Records, einem anderen Warner-Unterlabel. Von vielen Fans wurde der Erfolg der Band als Sieg im Kampf um die künstlerische Freiheit, des Independent-Gedankens und von David gegen Goliath gefeiert.
Im Jahr 2004 erschien der Nachfolger A Ghost Is Born, das in konsequenter Weiterführung des mit Yankee Hotel Foxtrot eingeschlagenen Wegs auch wieder mit elektronischen Klängen und Samples arbeitete. Es erreichte sogar Platz 8 in den Billboard-Charts und brachte Wilco 2005 zwei Grammy Awards ein, unter anderem für das beste Alternative-Album.
Im November 2005 veröffentlichten Wilco das Live-Doppelalbum Kicking Television – Live in Chicago, das im Mai desselben Jahres aufgenommen wurde, als die Band an vier aufeinanderfolgenden Abenden im Vic Theatre von Chicago spielte.
Am 11. Mai 2007 erschien mit Sky Blue Sky ein neues Wilco-Album. Zwei Wochen vor Veröffentlichungstermin konnte man das gesamte Album als Stream auf der offiziellen Website von Wilco hören.
Am 26. Juni 2009 erschien Wilcos siebtes Studioalbum Wilco (The Album). Auf diesem Album singt unter anderem als Gast Leslie Feist bei You and I. Das Album wurde vom Rolling Stone Magazine zum Album des Jahres 2009 ernannt. Die Veröffentlichung wurde teilweise vom Tod des 2001 bei Wilco ausgeschiedenen Ur-Mitglieds Jay Bennett, der am 24. Mai 2009 überraschend verstarb, überschattet.

### The Whole Love
Im September 2011 erschien das Studioalbum The Whole Love. Nachdem Wilcos Vertrag mit Nonesuch Records geendet hatte, wurde das Album vom neuen bandeigenen Label dBpm herausgebracht. Das Stück I Might wurde Ende Juni 2011 auf der offiziellen Bandhomepage als Web-Stream vorveröffentlicht. The Whole Love wurde sowohl von den Kritikern als auch den Lesern des deutschen Rolling Stone zum „Album des Jahres 2011“ gewählt.

### Kompilationen
Ende 2014 erschien das Boxset Alpha Mike Foxtrott mit rund 80 Raritäten und Liveaufnahmen der Band, sowie das Best-of-Doppelalbum What’s Your 20?

## Mermaid Avenue
Auf Initiative von Nora Guthrie vertonten Wilco in einem gemeinsamen Projekt mit Billy Bragg Songtexte aus der Hinterlassenschaft ihres Vaters, des legendären Folksängers Woody Guthrie. Die beiden in Dublin aufgenommenen Mermaid Avenue-Alben von 1998 und 2000 wurden von Fans und Kritikern sehr positiv bewertet. Im Jahr 2012 erschien eine dritte Platte mit Outtakes sowie ein Boxset mit den drei Alben und der Dokumentation Man in the Sand.

## Diskografie

### Alben
| Jahr | Titel                                     | Höchstplatzierung, Gesamtwochen, AuszeichnungChartplatzierungen (Jahr, Titel, Platzierungen, Wochen, Auszeichnungen, Anmerkungen) | Höchstplatzierung, Gesamtwochen, AuszeichnungChartplatzierungen (Jahr, Titel, Platzierungen, Wochen, Auszeichnungen, Anmerkungen) | Höchstplatzierung, Gesamtwochen, AuszeichnungChartplatzierungen (Jahr, Titel, Platzierungen, Wochen, Auszeichnungen, Anmerkungen) | Höchstplatzierung, Gesamtwochen, AuszeichnungChartplatzierungen (Jahr, Titel, Platzierungen, Wochen, Auszeichnungen, Anmerkungen) | Höchstplatzierung, Gesamtwochen, AuszeichnungChartplatzierungen (Jahr, Titel, Platzierungen, Wochen, Auszeichnungen, Anmerkungen) | Anmerkungen                                         |
| Jahr | Titel                                     | DE | AT | CH | UK | US | Anmerkungen                                         |
| ---- | ----------------------------------------- | --- | --- | --- | --- | --- | --------------------------------------------------- |
| 1995 | A.M.                                      | — | — | — | — | — |                                                     |
| 1996 | Being There                               | — | — | — | — | US73 (3 Wo.)US |                                                     |
| 1999 | Summerteeth                               | — | — | — | UK38 (2 Wo.)UK | US78 (3 Wo.)US |                                                     |
| 2000 | Mermaid Avenue Vol. II                    | — | — | — | UK61 (1 Wo.)UK | US88 (4 Wo.)US | Billy Bragg & Wilco                                 |
| 2001 | Yankee Hotel Foxtrot                      | DE29 (6 Wo.)DE | — | CH50 (1 Wo.)CH | UK40 (2 Wo.)UK | US13 Gold · (20 Wo.)US |                                                     |
| 2004 | A Ghost Is Born                           | DE41 (3 Wo.)DE | AT75 (1 Wo.)AT | — | UK50 (1 Wo.)UK | US8 (9 Wo.)US |                                                     |
| 2007 | Sky Blue Sky                              | DE36 (3 Wo.)DE | — | CH61 (2 Wo.)CH | UK39 (2 Wo.)UK | US4 (17 Wo.)US |                                                     |
| 2009 | Wilco (The Album)                         | DE32 (3 Wo.)DE | AT60 (1 Wo.)AT | CH43 (2 Wo.)CH | UK49 (1 Wo.)UK | US4 (13 Wo.)US |                                                     |
| 2011 | The Whole Love                            | DE14 (5 Wo.)DE | AT19 (2 Wo.)AT | CH28 (3 Wo.)CH | UK30 (2 Wo.)UK | US5 (13 Wo.)US |                                                     |
| 2014 | Alpha Mike Foxtrot: Rare Tracks 1994–2014 | — | — | — | — | US46 (1 Wo.)US | Kompilation mit rund 80 Raritäten und Liveaufnahmen |
| 2015 | Star Wars                                 | DE83 (1 Wo.)DE | — | CH52 (1 Wo.)CH | UK83 (1 Wo.)UK | US105 (1 Wo.)US |                                                     |
| 2016 | Schmilco                                  | DE21 (2 Wo.)DE | AT25 (1 Wo.)AT | CH22 (2 Wo.)CH | UK25 (1 Wo.)UK | US11 (3 Wo.)US |                                                     |
| 2019 | Ode to Joy                                | DE25 (1 Wo.)DE | AT42 (1 Wo.)AT | CH24 (2 Wo.)CH | UK29 (1 Wo.)UK | US21 (1 Wo.)US |                                                     |
| 2022 | Cruel Country                             | DE82 (1 Wo.)DE | — | CH25 (2 Wo.)CH | — | US190 (1 Wo.)US |                                                     |
| 2023 | Cousin                                    | DE21 (1 Wo.)DE | AT60 (1 Wo.)AT | CH18 (1 Wo.)CH | UK65 (1 Wo.)UK | US65 (1 Wo.)US |                                                     |

Weitere Studioalben
- 2003: More Like the Moon EP (auch bekannt als Australian EP und Bridge EP)
- 2012: Mermaid Avenue – The Complete Sessions (mit Billy Bragg)
- 2014: What’s Your 20? Essential Tracks 1994–2014

### Livealben
| Jahr | Titel                                | Höchstplatzierung, Gesamtwochen, AuszeichnungChartsChartplatzierungen (Jahr, Titel, Platzierungen, Wochen, Auszeichnungen, Anmerkungen) | Anmerkungen         |
| Jahr | Titel                                | US | Anmerkungen         |
| ---- | ------------------------------------ | --- | ------------------- |
| 2005 | Kicking Television – Live in Chicago | US47 (2 Wo.)US |                     |
| 2012 | iTunes Sessions (EP)                 | US54 (1 Wo.)US | Live-EP             |
| 2012 | Mermaid Avenue Vol. III              | — | Billy Bragg & Wilco |

### Raritäten
| Jahr | Titel                  | Höchstplatzierung, Gesamtwochen, AuszeichnungChartplatzierungen (Jahr, Titel, Platzierungen, Wochen, Auszeichnungen, Anmerkungen) | Höchstplatzierung, Gesamtwochen, AuszeichnungChartplatzierungen (Jahr, Titel, Platzierungen, Wochen, Auszeichnungen, Anmerkungen) | Anmerkungen         |
| Jahr | Titel                  | UK | US | Anmerkungen         |
| ---- | ---------------------- | --- | --- | ------------------- |
| 1998 | Mermaid Avenue         | UK34 Silber · (4 Wo.)UK | US90 (7 Wo.)US | Billy Bragg & Wilco |
| 2000 | Mermaid Avenue Vol. II | UK61 (1 Wo.)UK | US88 (4 Wo.)US | Billy Bragg & Wilco |

### Singles
| Jahr | Titel Album                                     | Höchstplatzierung, Gesamtwochen, AuszeichnungChartsChartplatzierungen (Jahr, Titel, Album, Platzierungen, Wochen, Auszeichnungen, Anmerkungen) | Anmerkungen         |
| Jahr | Titel Album                                     | UK | Anmerkungen         |
| ---- | ----------------------------------------------- | --- | ------------------- |
| 1997 | Outtasite (Outta Mind) Being There              | UK97 (1 Wo.)UK |                     |
| 1998 | Way Over Yonder in the Minor Key Mermaid Avenue | UK89 (1 Wo.)UK | Billy Bragg & Wilco |
| 1999 | Can’t Stand It Summerteeth                      | UK67 (2 Wo.)UK |                     |
| 1999 | A Shot in the Arm Summerteeth                   | UK88 (1 Wo.)UK |                     |
| 2004 | I’m a Wheel A Ghost ist Born                    | UK85 (1 Wo.)UK |                     |

## Videoalben
- 2002: I am Trying to Break Your Heart (Dokumentarfilm von Sam Jones, US: Gold)
- 2009: Ashes of American Flags: Wilco Live

## Buch
- 2004: The Wilco Book
- 2004: Wilco: Learning How to Die von Greg Kot